# Новокаминка
Новоками́нка (рос. Новокаминка) — присілок у складі Притобольного району Курганської області, Росія. Входить до складу Ялимської сільської ради.
Населення — 89 осіб (2010, 127 у 2002).
Національний склад станом на 2002 рік:
- росіяни — 97 %